# Er mejo
Er Mejo è una raccolta antologica del gruppo musicale italiano Flaminio Maphia, pubblicata nel 2010. L'album contiene i successi della band e 5 inediti prodotti, composti e arrangiati da Enrico Solazzo.

## Tracce
1. quelli che (Enrico Solazzo, Massimo Rosa) [ 4:18]
2. vamos alla playa (inedito) (Stefano Righi, La Bionda) [ 3:11]
3. sbroccatamente si vive la notte (torino boys - 1997) [ 4:03]
4. ora sento (non escludo il ritorno rmx) (Enrico Solazzo, Massimo Rosa, Franco Califano, Federico Zampaglione, Maurizio Ciferri) [ 3:28]
5. federica rmx (per un pugno di euri -2005) (Enrico Solazzo, Massimo Rosa e Maurizio Ciferri) [ 4:21]
6. bada (resurrezione - 2001) (Gabriele Fersini) [ 4:26]
7. la pistola (Enrico Solazzo, Massimo Rosa e Maurizio Ciferri) [ 2:55]
8. supercar (per un pugno di euri - 2005) (Enrico Solazzo, Massimo Rosa e Maurizio Ciferri) [ 4:35]
9. le facce della notte (resurrezione - 2001) (Eugenio Mori/Max Longhi e Giorgio Vanni) [ 3:45]
10. voglio il motorino (videogame - 2006) (Enrico Solazzo, Massimo Rosa e Maurizio Ciferri) [ 3:29]
11. spaccamo tutto rmx 2010 (Enrico Solazzo, Massimo Rosa e Maurizio Ciferri) [ 3:24]
12. bella fraté (inedito) (Enrico Solazzo, Massimo Rosa e Maurizio Ciferri) [ 3:12]
13. non me romp'er cà (Enrico Solazzo, Massimo Rosa e Maurizio Ciferri) [ 3:37]
14. tony & dino (resurrezione - 2001) (Vasco Rossi, Gaetano Curreri e Saverio Grandi) [ 3:52]
15. ragazze acidelle (resurrezione - 2001) (Eugenio Mori/Max Longhi, Giorgio Vanni) [ 3:43]
16. la mia banda suona il rap ft max pezzali (videogame - 2006) (Enrico Solazzo, Max Pezzali, Massimo Rosa e Maurizio Ciferri) [ 3:45]
17. er traffico (resurrezione - 2001) (Biagio Antonacci) [ 3:49]
18. che idea (per un pugno di euri - 2005) (Eros Ramazzotti) [ 4:34]
19. my lady (videogame - 2006) (Enrico Solazzo, Massimo Rosa e Maurizio Ciferri) [ 5:33]
20. la gabbia (itsly's most wanted - 1998) (Massimo Luca) [ 4:06]